# Kreuzer (Magazin)
Der Kreuzer (Eigenschreibweise: kreuzer) ist ein seit 1991 monatlich erscheinendes Stadtmagazin für Leipzig.

## Inhalt
Grundlage aller Beiträge ist eine unabhängige Berichterstattung aus dem politischen und kulturellen Leben der Stadt. Im Serviceteil ergänzen Terminindizes, Kleinanzeigen, Adressenverzeichnisse und ein umfangreicher Veranstaltungskalender die Berichterstattung. Der Kreuzer erscheint monatlich mit einer gedruckten Auflage von 10.900 Exemplaren (IVW I. Quartal 2020: Verkauf: 7.204, Abonnenten: 3.032) zum Verkaufspreis von 3,30 Euro. Das Magazin wird auch als e-Paper vertrieben.
Feste Bestandteile des Blattes sind die Rubriken Politik, Magazin, Kinder und Familie, Gastronomie, Film, Musik, Theater, Literatur, Kunst, Spiel und der umfangreiche Veranstaltungskalender mit Kurzinformationen sowie der Kleinanzeigenteil.
Aus einer Leserumfrage im März 2012 ließ sich ableiten, dass die Kernzielgruppe des Kreuzer zwischen 20 und 40 Jahre alt ist. Das Verhältnis von männlichen und weiblichen Lesern ist nahezu ausgeglichen. Die Kreuzer-Leser verfügen über ein überdurchschnittliches Bildungsniveau und sind zum größten Teil berufstätig oder in Ausbildung.

## Geschichte
Die erste Ausgabe des zunächst Connewitzer Kreuzer genannten Blattes erschien im September 1990 als kostenfreie Kulturbeilage der DAZ (Die Leipziger Andere Zeitung), einer Zeitung die versuchte nach der politischen Wende 1989/1990 eine alternative Wochenzeitung zur Leipziger Volkszeitung zu etablieren. Die ersten Textbeiträge des Kreuzers stammten mitunter von Günter Grass, Erich Loest, Frank Ruddigkeit, Karl Detlef Mai, Irene Dische oder Fritz Rudolf Fries. Bilder und Fotografien kamen in der Anfangszeit beispielsweise von der Leipziger Fotografin Karin Wieckhorst, Gerhard Seyfried oder Raban Ruddigkeit. Das Magazin war die erste eigene Publikation der Connewitzer Verlagsbuchhandlung. Aufgrund finanzieller Schwierigkeiten des ersten, seit März 1990 erscheinenden Leipziger Stadtmagazins Leo, konnte der neugegründete Kreuzer im September 1991 nach der Einstellung des Leo dessen Abonnentenliste erwerben und somit eine gute Grundlage für eine breite Leserschaft erreichen. Kurz vor der Einstellung der DAZ aufgrund zu geringer Verkaufszahlen machte sich der Kreuzer unabhängig und erschien fortan mit einem Ausgabepreis von 2,00 DM und entwickelte sich ohne den Zusatz „Connewitzer“ zum Stadtmagazin.
Herausgegeben wird der Kreuzer von der Kreuzer Medien GmbH, einem unabhängigen mittelständischen Zeitschriftenverlag aus Leipzig. Das Magazin ist zugleich seine Hauptpublikation.

## Künstler helfen dem Kreuzer
Im Jahr 2007 hat der Kreuzer-Verlag unter dem Motto „Künstler helfen dem Kreuzer“ eine Kunstmappe von sechs renommierten Leipziger Künstlern (Hans Aichinger, Tilo Baumgärtel, Matthias Hoch, Aris Kalaizis, David Schnell, Christoph Ruckhäberle) ediert. Die Erlöse flossen vollständig dem Kreuzer-Verlag zu.

## Trivia
Der Name Kreuzer soll von einem heute unbekannten „lederbejackten Lebenskünstler aus der Connewitzer Alternative“ stammen, welcher mit Verweis auf das vom damaligen Ladengeschäft der Connewitzer Verlagsbuchhandlung nur wenige hundert Meter entfernte Connewitzer Kreuz den Namen Kreuzer vorschlug.
Die Kreuzer Medien GmbH hatte bis Herbst 2022 ihren Sitz in der Kreuzstraße in Leipzig. Seit September befindet sie sich auf dem Feinkostgelände.